# Virginia Slims Championships 1973
Virginia Slims Championships 1973 другий завершальний турнір сезону Чемпіонат Туру WTA, щорічний тенісний турнір серед найкращих гравчинь в рамках Virginia Slims circuit 1973. Відбувся в Бока-Ратон США і тривав з 15 до 23 жовтня 1973 року. Двоє перших кваліфіканток і сіяних Маргарет Корт і Біллі Джин Кінг знялись перед початком турніру через травму, хоча Корт взяла участь у змаганнях в парному розряді (і перемогла). Четверта сіяна Івонн Гулагонг також вибула.

## Фінальна частина

### Одиночний розряд
Кріс Еверт —  Ненсі Річі, 6–3, 6–3.

### Парний розряд
Розмарі Касалс /  Маргарет Корт —  Франсуаза Дюрр /  Бетті Стов, 6–2, 6–4.